# Сосновка (Увельский район)
Сосновка — деревня в Увельском районе Челябинской области России. Входит в состав Половинского сельского поселения. Население 15 чел. (2010) .

## География
Деревня находится в восточной части региона, в лесостепной зоне, южнее города Южноуральск, на р. Увелька.
Абсолютная высота — 192 метра над уровнем моря.

## История
Согласно Закону Челябинской области от 17 сентября 2004 года № 277-ЗО «О статусе и границах Увельского муниципального района и сельских поселений в его составе» деревня вошла в состав образованного Половинского сельского поселения.

## Население
| 2002 | 2010 |
| ---- | ---- |
| 19   | ↘15  |

## Инфраструктура
Личное подсобное хозяйство.

## Транспорт
Автодорога «Половинка — Сосновка» (74 ОП РЗ 75К-559) длиной 7,600 км.